# Esclavage en Afghanistan
L'esclavage en Afghanistan, présent dans l'histoire post-classique de l'Afghanistan, se poursuit au Moyen Âge et persiste jusque dans les années 1920.
L'origine des esclaves en Afghanistan change au cours de différentes périodes, les esclaves en Afghanistan ne proviennent pas d'une ethnie particulière. L'esclavage est officiellement aboli en 1923.

## Historique
Après la conquête islamique de la Perse, les régions de la Perse et de l'Afghanistan qui ne se sont pas converties à l'islam sont considérées comme des régions infidèles et, par conséquent, elles sont considérées comme des cibles légitimes de raids à la recherche d'esclaves lancés à partir de régions dont les populations se sont converties à l'islam: par exemple, Daylam dans le nord-ouest de l'Iran et la région montagneuse de Ghor dans le centre de l'Afghanistan sont tous deux exposés à des raids lancés à partir de régions musulmanes.
Il est alors considéré comme légitime d'asservir les captifs de guerre; pendant l'occupation afghane de la Perse (1722-1730), par exemple, des milliers de personnes sont réduites en esclavage et les baloutches font des incursions régulières dans le sud-est de l'Iran dans le but de capturer des personnes et d'en faire des esclaves. Le trafic d'esclaves en Afghanistan est particulièrement actif dans le nord-ouest, où 400 à 500 sont vendus chaque année. Dans le sud de l'Iran, des parents pauvres vendent leurs enfants en esclavage et, vers 1900 environ, des raids sont menés par des chefs dans le sud de l'Iran. Les marchés de ces captifs sont souvent en Arabie et en Afghanistan; "la plupart des filles esclaves employées comme domestiques dans les maisons de la noblesse à Kandahar sont amenées des quartiers périphériques de Ghayn".
Les dirigeants de l'Afghanistan ont habituellement un harem de quatre épouses officielles ainsi qu'un grand nombre d'épouses non officielles pour des raisons de diplomatie tribale du mariage, en plus des femmes de harem réduites en esclavage connues sous le nom de kaniz ("fille esclave") et surati ou surriyat ("maîtresse" ou concubine), gardées par les ghulam bacha (eunuques).
La plupart des esclaves sont employés comme ouvriers agricoles, esclaves domestiques et esclaves sexuels, tandis que d'autres esclaves occupent des postes administratifs. Les esclaves en Afghanistan possèdent une certaine mobilité sociale, en particulier les esclaves qui appartenent au gouvernement. L'esclavage est plus courant dans les villes et les cités, car certaines communautés tribales afghanes ne livrent pas facilement à la traite des esclaves; selon certaines sources, la nature décentralisée des tribus afghanes force les zones plus urbanisées à importer des esclaves pour combler les pénuries de main-d'œuvre. La plupart des esclaves en Afghanistan sont amenés de Perse et d'Asie centrale.
En réponse au soulèvement hazara de 1892, l'émir afghan Abdur Rahman Khan déclare un " Djihad " contre les chiites. Sa grande armée vainc la rébellion en son centre, à Oruzgan, en 1892 et la population locale est massacrée. Selon S.A. Mousavi, "des milliers d'hommes, de femmes et d'enfants hazaras sont vendus comme esclaves sur les marchés de Kaboul et de Kandahar, tandis que de nombreuses tours de têtes humaines sont fabriquées à partir des rebelles vaincus pour avertir ceux qui pourraient défier le règne de l'émir",,,,,.
Les Hazara vivent encore sous l'esclavage et sont vendus sur le marché aux esclaves de Kaboul jusqu'au début du XXe siècle,,,,,,.

## Abolition
Au moment de l'abolition officielle de l'esclavage en 1923, il y a environ 700 esclaves à Kaboul. Beaucoup d'esclaves au moment de l'abolition sont Hazara,,,,,,.
Les esclaves de moins de douze ans sont vendus au prix de 50 roupies et les esclaves de plus de douze ans coûtent 30 roupies; la plupart des familles riches ont au moins un ou deux esclaves et il est courant de les échanger en cadeau. Les esclaves masculins sont souvent appelés ghulam et les femmes kaniz (servantes domestiques) ou surriyat (faisant référence aux concubines).
Amanullah Khan interdit l'esclavage en Afghanistan dans la Constitution de 1923, mais la pratique se poursuit officieusement pendant de nombreuses années. La suédoise Aurora Nilsson (en), qui vit à Kaboul en 1926-1927, décrit l'existence de l'esclavage à Kaboul dans ses mémoires, ainsi que comment une femme allemande, la veuve d'un homme afridi nommé Abdullah Khan, qui fuit vers la ville avec ses enfants, est vendue aux enchères publiques et obtient sa liberté en étant achetée par l'ambassade d'Allemagne pour 70 000 reichmarks.